# Vaszilevo
Vaszilevo városa az azonos nevű község székhelye Észak-Macedóniában.

## Népesség
Vaszilevo városának 2002-ben 2174 lakosa volt, melyből 1819 macedón, 349 török és 6 egyéb.
Vaszilevo községnek 2002-ben 12 122 lakosa volt, melyből 9958 macedón (82,1%), 2095 török (17,3%) és 69 egyéb nemzetiségű.

## A községhez tartozó települések
- Vaszilevo
- Angelci
- Varvarica
- Viszoka Mahala
- Vladijevci
- Gradosorci
- Dobrosinci
- Dukatino
- Edrenikovo
- Kuskulija
- Nova Mahala
- Nyivicsino
- Piperevo (Vaszilevo)
- Radicsevo
- Szedlarci
- Szusevo (Vaszilevo)
- Trebicsino
- Csanaklija